# 斯波詮直
斯波 詮直（しば あきなお）は、戦国時代から安土桃山時代にかけての大名・武将。高水寺斯波氏の最後の当主。

## 生涯
斯波詮真の嫡男として生まれる。はじめは詮基といい、のちに詮直と改名した（『奥南落穂集』）。斯波氏は足利氏一門の中でも名門であり、足利将軍家に匹敵する家格を有した。故に詮直の家系は斯波氏としては傍系の高水寺斯波氏の生まれながらも足利氏の遠祖源頼義・義家以来の聖地ともいうべき斯波郡を領有し、また斯波御所と尊称されてきた。
戦国時代に入り、名門の家格を保障する後ろ盾としての足利将軍家が織田信長の手により葬られ、高水寺斯波氏もまた戦国の荒波の下にさらされていた。父詮真の代には第24代南部氏当主・南部晴政と戦って敗れ、実質的には南部氏の従属下に置かれていた。
天正10年（1582年）に南部晴政とその嫡男で第25代当主の晴継が相次いで死去し、南部一族で家督相続を巡り内輪争いが起こると、奪われていた岩手郡にすかさず侵攻し奪還した。
ところが詮直自身はあまり有能ではなかったようで、遊興に耽って政務を顧みないことも少なくなかった。このため家臣の岩清水義長が諫言したが聞き入れることは無く、これに不満を持った岩清水義教（義長の弟）や簗田詮泰らは、南部氏家督争いの結果第26代当主となった南部信直と内通して岩清水城で挙兵するほどであった。さらに天正14年（1586年）には有力重臣の高田吉兵衛（後の中野康実）が信直のもとに出奔するに至って高水寺斯波氏の動揺は抑えきれないものとなり、天正16年（1588年）に南部信直の侵攻を受けて詮直は敗れ、ここに戦国大名としての高水寺斯波氏は完全に滅亡したのである。
詮直の最期については諸説ある。滅亡後、旧臣の山王海左衛門太郎のもとに潜伏し、そのまま慶長2年（1597年）に死去した（享年50）という説がある。一方で、一時南部藩に仕え、大坂の陣に参陣した際に自分の身を恥じて、京都に留まり子孫は二条家に仕えたとする文献もある。
また他の文献によると、天正16年（1588年）に民部大輔・家政の時に南部氏の攻撃を受けたといい、家政はこれより先、子の孫三郎に家督を譲って別所に移り、「戸部御所」と呼ばれたが、さらに稲荷別当成就院に移り、山王海に落ちのびた。また、近藤安太郎は「斯波詮国が孫三郎と称しているので、家政は詮森ではないか」と述べている。
これらの混乱は高水寺斯波氏の系図が複数あることによる。「詮直」は『奥南落穂集』に記載される。一方、『続群書類従』所載「奥州斯波系図」では「詮直」は存在せず、高水寺斯波氏滅亡の当主は斯波「詮森」（兵部大輔）である。「奥州斯波系図」付属の詮森の孫・行詮の覚書では、詮森は浪人になった後に伊達政宗所領の「つのかけ」に立ち退き、後に病死するともある。また「大萱生系図」では滅亡したのは詮元のときとあり、詮元は「奥州斯波系図」の「詮森」の父に当たる。『岩手県史』では、諸記録・諸系図から、「詮元（詮直・詮基）」のときに滅亡し、その子に詮森、孫に詮国があったとする。